# Букшенешти (Арђеш)
Букшенешти (рум. Bucșenești) насеље је у Румунији у округу Арђеш у општини Корбени. Oпштина се налази на надморској висини од 567 m.

## Становништво
Према подацима из 2002. године у насељу је живело 940 становника, од којих су сви румунске националности.